# Les Trois Veuves de Hong-Kong
Les Trois Veuves de Hong-Kong est le 12e roman de la série SAS, écrit par Gérard de Villiers et publié en 1968 aux éditions Plon / Presses de la Cité. Comme tous les SAS parus au cours des années 1960, le roman a été édité lors de sa publication en France à 250 000 exemplaires.
L'action se déroule en novembre 1968, principalement à Hong Kong et un peu à Macao. Malko Linge recherche des informations sur un éventuel complot de la Chine communiste contre un porte-avions américain. L'informateur est supposé mort, mais trois femmes (les « trois veuves ») revendiquent le statut d'épouse : l'une dit la vérité et les deux autres mentent. Mais qui dit vrai, et qui ment ? Et si une attaque a lieu contre le navire américain, où et quand aura lieu l'attaque ?

## Publications et notoriété du roman
Dans le numéro de juillet-août 2014 de la Revue des Deux Mondes dont le titre est « G. de Villiers : enquête sur un phénomène français », il est précisé sous la plume de Serge Brussolo, en page 79 de la revue, que « (…) à la fin des années 1960, la vente moyenne d'un SAS tournait autour des 250 000 exemplaires. Gérard de Villiers en écrivait quatre par an. Ce à quoi s'ajoutaient les rééditions continuelles des anciens titres. Au bas mot, plus d'un million de volumes vendus chaque année à un public englobant des couches socioprofessionnelles allant de l'ouvrier métallurgiste au cadre supérieur. Aujourd'hui, en ces temps de grande misère éditoriale, de tels chiffres font rêver. »
Dans son essai consacré à la biographie de Gérard de Villiers et aux romans de la série SAS, Benoît Franquebalme indique le succès grandissant des romans dans le public.
Ainsi dès 1967, les ventes sont de 100 000 exemplaires par tome (soit 400 000 exemplaires par an).
À partir de 1976 et dans les années qui suivent, les romans sont tirés à 550 000 exemplaires le premier jour de la parution.

## Personnages principaux

### Américains et alliés
- Malko Linge : héros du roman, contractuel de la CIA, Autrichien.
- Dick Ryan : chef de poste de la CIA à Hong Kong.
- Amiral Riley : commandant du Coral Sea.
- Archie Whitcomb : colonel de l'armée britannique, directeur de la sécurité de Hong Kong.

### Personnages chinois
- Cheng Chang : Chinois qui veut vendre un renseignement très important à la CIA.
- Mina : « veuve de Cheng Chang », prostituée.
- Po-yick : adolescente chinoise de 14 ans, amoureuse de Malko.
- Mme Yaho : responsable d'un réseau clandestin du parti communiste chinois à Hong Kong.
- Holy Tong : acupuncteur, amant de Mme Yaho, 55 ans.

## Résumé

### Début du roman
Novembre 1968. Le superordinateur « Max » de la CIA a détecté, par recoupements, un possible problème à venir du côté de Hong Kong, alors colonie britannique. Le Coral Sea, porte-avions géant de la 7e flotte, de retour d'opérations au Viêt Nam, va justement faire escale à Hong Kong dans les jours qui viennent. La Chine communiste de Mao pourrait bien contrarier cette relâche. Mais la menace n'est pas prise au sérieux par l'antenne de la CIA locale ni par les administrateurs anglais de la colonie, qui ont fort à faire pour endiguer les « attentats bidon » organisés par les communistes et qui mettent la police locale à cran. Malko est envoyé à Hong Kong par David Wise, directeur-adjoint des opérations spéciales, pour faire le point sur la situation. Malko doit notamment rencontrer un certain Cheng Chang qui aurait des renseignements importants à vendre sur le sujet (chapitre 1).

### Mort d'un informateur potentiel
Le vol Taïwan - Hong Kong sur lequel avait pris place Cheng Chang vient de s'écraser en mer, à quelques dizaines de mètres de la côte hongkongaise. Une bombe cachée dans une boîte de chocolats a explosé dans l'avion au moment de l'atterrissage. Il n'y a que sept survivants recensés, la plupart des passagers ont été tués et l'enquête s'oriente vers un attentat criminel (chapitre 2).
Dès l'arrivée de Malko à Hong-Kong (sous la couverture officielle de producteur de films), une fausse alerte à la bombe a lieu à l'hôtel Hilton. Il rencontre Dick Ryan, le chef de poste de la CIA. Puis il fait connaissance d'une adolescente de 14 ans, Po-yick, qu'il aide à apprendre l'anglais. C'est alors que, lorsqu'il va au commissariat de police pour savoir si Cheng Chang fait partie des morts ou des vivants, on lui répond de revenir le lendemain (chapitre 3).
Pendant ce temps, l'acupuncteur et obsédé sexuel Holy Tong reçoit la visite de sa maîtresse, Mme Yaho (responsable d'un réseau clandestin du parti communiste chinois à Hong Kong), qui lui reproche vertement d'avoir transmis peu de temps auparavant à Cheng Chang des secrets qu'elle lui avait confiés. Voici le résultat : elle a été obligée de faire exploser l'avion pour tuer Cheng Chang qui risquait de tout raconter aux Américains ou aux Anglais ! Elle ordonne à Holy Tong de se taire, à l'avenir (chapitre 4).
Lorsque Malko se présente une deuxième fois au commissariat de police, il fait la connaissance du colonel Whitcomb, directeur de la sécurité de la colonie britannique. Ce dernier est soupçonneux face à Malko et lui demande pourquoi il veut savoir si on retrouvé le corps de Cheng Chang. Se présentant comme un homme d'affaires en lien avec Cheng Chang, Malko lui donne une explication banale (« relation d'affaires »). Le colonel lui présente alors trois femmes qui attendent dans le couloir, et qui toutes se déclarent être la veuve de Cheng Chang ! Malko explique qu'il ne connaissait pas son épouse. Il comprend aussi que deux des trois veuves éplorées sont des comédiennes, et pense que par elles, il pourra peut-être apprendre quelque chose. De retour à l'hôtel, Malko reçoit un message lui proposant un rendez-vous dans un endroit retiré. Il décide de s'y rendre (chapitre 5).

### La «première veuve»
Malko se rend donc au rendez-vous qui lui a été fixé. Il rencontre l'une des trois « veuves » de Cheng Chang, la plus âgée des trois femmes. Elle lui déclare qu'elle est réellement la veuve de Cheng Chang. Après avoir eu une relation érotique avec la femme et une discussion, Malko acquiert la certitude qu'elle dit vrai. La femme lui parle du meilleur ami de son époux, Holy Tong. Mais quelqu'un se présente au domicile. Malko est obligé de se cacher dans une pièce du fond. Au bout d'un moment, n'entendant plus rien, il sort de sa cachette et découvre la femme étendue morte, empoisonnée par une seringue hypodermique enduite de cyanure (chapitre 6).
N'ayant qu'un seul indice (nom et adresse d'Holy Tong), Malko se rend chez l'acupuncteur et tente de l'interroger. Ce dernier, qui se souvient des menaces de sa maîtresse, est stressé quand il apprend la mort de la veuve et le fait que Malko est un agent des services secrets américains. Mais Malko n'apprend rien de spécial auprès de Tong (chapitre 7).

### Les deux autres veuves
De retour à l'hôtel Hilton, Malko rencontre la « deuxième veuve » de Cheng Chang, une belle jeune femme prénommée Mina. Elle est venue le voir pour lui proposer un marché : s'il arrive à la faire quitter Hong Kong, par exemple en lui remettant un passeport ou en l'épousant, elle lui dira tout ce qu'elle sait sur Cheng Chang et ceux qui gravitaient autour de lui. Elle est une prostituée au salon de massage Kim Hall et pense que sa vie est dans un cul-de-sac. Malko est embarrassé car la délivrance d'un passeport ne dépend pas de lui. Il lui dit qu'il lui donnera bientôt de ses nouvelles (chapitre 8).
Malko retourne voir une deuxième fois Holy Tong, qui lui plante des aiguilles dans le cadre d'une séance d'acupuncture. Il ne ressort rien de l'entretien, si ce n'est que le Chinois lui indique que quelques jours avant sa mort, Cheng Chang lui aurait dit que les communistes préparaient un « grand coup » contre le porte-avions Coral-Sea. Malko rend compte de l'information à Dick Ryan et revoit aussi, dans un cadre amical et cordial, la jeune Po-yick. Un entretien est organisé avec le colonel Whitcomb, qui découvre à ce moment-là les fonctions et les agissements de Malko. Le colonel refuse de faire dérouter le porte-avions : il en irait de la crédibilité de Hong-Kong sur le plan politique et international, ainsi qu'une perte importante de chiffre d'affaires pour la colonie. D'autant plus que les informations de Malko sont assez faibles, laconiques et peut-être erronées. Le colonel en profite pour dire à Malko qu'il a été vu sortant du domicile de la veuve de Cheng Chang et qu'il pourrait potentiellement être inculpé de meurtre ! Dick Ryan lui rétorque alors que Malko va être nommé vice-consul afin de bénéficier de l'immunité diplomatique. Whitcomb déclare aux deux agents de la CIA que l'on a la certitude que Cheng Chang a réchappé à la mort et qu'il est vivant. On ignore où il s'est caché. La réunion se termine dans un climat glacial (chapitre 9).
Malko revoit Mina et Holy Tong. Il leur annonce que Cheng Chang est vivant. Il reçoit un appel téléphonique de la « troisième veuve » qui lui donne rendez-vous dans un endroit peu fréquenté du port. Il s'y rend. La femme est là et, peu de temps après, Malko se retrouve quasiment nu à ses côtés, prêt à avoir une relation sexuelle. Il est alors attaqué par deux hommes qui lui lient bras et jambes. Ils l'attachent à un gros pain de sel et le jettent dans la mer (chapitre 10).
Malko est sauvé de la noyade par un policier chargé par Whitcomb de le suivre. Malko est emmené à l'hôpital. Il sait que la tentative de meurtre est liée à ses recherches sur Cheng. Ainsi, ou bien Mina, ou bien Holy Tong, l'a trahi. Il se dit que, peut-être, Cheng se cache dans son appartement, là où son épouse a été récemment tuée avec une aiguille de cyanure : qui irait le chercher dans son propre logement ? Il sort de l'hôpital et se rend au domicile. Là, s'il n'y a personne, il reste des traces dans la cuisine et la chambre montrant que quelqu'un y a récemment séjourné. Il décide d'attendre et de dormir sur le divan. Soudain le téléphone sonne : c'est Cheng Chang. Malko lui propose son aide, le fugitif hésite et raccroche. Malko retourne à l'hôtel Hilton. Le Coral Sea arrive dans cinq jours (chapitre 11).
Malko revoit Mina et l'emmène dîner au restaurant. C'est alors que Cheng le contacte et lui donne rendez-vous à une adresse marquée sur le livre d'or du restaurant. Mina a lu l'adresse et fausse compagnie à Malko. Pour se débarrasser de lui, elle l'accuse de tentative de viol et s'enfuit. Malko est bloqué par la foule. Perdant un temps précieux, il craint de ne pas arriver à temps à l'adresse donnée par Cheng (chapitre 12).
Malko se rend à l'adresse indiquée sur le livre d'or : il n'y a personne. Apprenant que Cheng a été vu à environ 15 miles de là, il s'y rend. Dans une cabane sordide, deux femmes se battent à mort : il s'agit des « deux veuves restantes ». Mina tue la « troisième veuve » et s'enfuit de nouveau. Cheng est dans la cabane : lui-aussi a été tué après avoir été atrocement torturé, sans doute par Mina (chapitre 13).
Mina est allée chez Holy Tong et y passe la nuit tout en le faisant chanter, menaçant de tout révéler à Mme Yaho. En effet, sous la torture, Cheng lui a révélé son secret. Pour Malko, la piste Mina / Cheng aboutit à une impasse, mais il reste Holy Tong. Après avoir insisté auprès de l'acupuncteur, Malko apprend que Mina a passé la nuit chez lui et qu'elle est partie vers Macao. Malko rend compte à Dick Ryan : il envisage de se rendre à Macao pour y retrouver Mina. Ryan lui remet les coordonnées d'un agent dormant américain (chapitre 14).
Malko se rend donc à Macao, où la situation politique est tendue depuis les émeutes du 3 décembre 1966. Il y rencontre l'agent dormant indiqué par Ryan. Plus tard l'honorable correspondant lui indique l'adresse de Mina. Malko croise la jeune femme dans la rue et la suit jusqu'à un casino. Il l'aborde et lui promet qu'en échange des renseignements qu'elle donnera sur les secrets de Cheng, la CIA lui remettra un passeport. Alors que Mina réfléchit à cette proposition près d'un jeu de mah-jong, une grenade explose. Mina est déchiquetée par l'explosion, Malko n'a que quelques égratignures. La « troisième des veuves » vient de mourir à son tour (chapitre 15).

### Dénouement et fin du roman
Le Coral Sea vient d'arriver à Hong Kong. L'amiral Riley, commandant de la flotte américaine, reçoit Dick Ryan et Malko qui lui exposent les risques sérieux d'attentat. Le soir, Malko revoit la jeune Po-yick. Ils boivent du champagne et, légèrement grisée, Po-yick lui annonce que « quelque chose d'important » aura lieu le lendemain contre le porte-avions. Après son départ de la chambre, Malko découvre un microphone dissimulé dans le seau à champagne. Depuis le début il est donc espionné. Malko se cache et retrouve l'employé qui a caché le micro. Malko emploie la violence pour le faire parler : le tenant par les pieds, il fait mine de vouloir le faire passer par la fenêtre. Quelques heures plus tard, la police retrouve la jeune Po-yick : après avoir été violée, elle a été étranglée. Le garçon d'étage est torturé par les hommes du colonel Whitcomb, et notamment il est mis plusieurs heures dans le même cercueil que l'adolescente, à la morgue. L'homme finit par parler : le siège du groupe d'espions est dans les locaux de la Bank of China. Whitcomb annonce à Malko qu'il ne peut malheureusement pas intervenir dans les locaux de cette banque (chapitres 16 et 17).
Malko se rend chez Holy Tong, qui est son seul contact restant. Mais Holy Tong a reçu l'ordre de Mme Yaho de l'assassiner avec des aiguilles enduites d'un poison violent. Lorsque Malko s'allonge sur la table d'acupuncture, il aperçoit les mains tremblotantes de Tong. Malko comprend qu'il y a un piège. Il menace le Chinois, qui finalement lui révèle où et à quelle heure aura lieu l'attaque contre le porte-avions : c'est dans une demi-heure. Malko se précipite au port (chapitre 18).
Un ferry battant pavillon chinois, sur lequel ont embarqué plusieurs centaines d'adolescentes munies de drapeaux rouges, se dirige vers le Coral Sea. Or les ouvertures latérales du navire sont ouvertes : si le ferry est piégé avec des explosifs et explose, il risque de couper le porte-avions en deux. Les vigies alertent l'amiral, qui croit à une attaque suicide à l'explosif. Mais Malko a compris qu'il s'agissait là d'une manipulation des Chinois : en réalité le ferry ne contient aucun explosif. Le but des Chinois est de faire croire à une attaque à l'explosif afin que les Américains coulent le ferry et tuent des centaines de jeunes gens. Le plan des Chinois est dirigé autant contre les Américains (engagés dans la guerre du Viet Nam) que les Anglais (qui administrent la colonie). Malko, qui est parvenu à monter à bord du ferry, se rend possesseur de sa sirène et lance un message en code Morse, ordonnant aux Américains de ne pas tirer sur le ferry. Pendant qu'il émet son message, un Chinois tire sur lui, le blessant grièvement de quatre balles. L'amiral Riley prend la décision de ne pas faire tirer sur le ferry. Le petit navire quitte peu après les lieux. Malko se jette à la mer et est récupéré par une vedette de secours. Alors dans le coma, il est envoyé par avion médical à l'hôpital de la Navy à San Diego en Californie. Pour sa part, Holy Tong se suicide en s'immolant par le feu, tandis que Mme Yaho est retrouvée « suicidée » après avoir fait un plongeon de 50 mètres depuis le sixième étage de la Bank of China (chapitre 19 - final).

## Autour du roman
- Alexandra Vogel, la compagne de Malko n'est pas citée dans le roman.
- On apprend dans le roman suivant, L'Abominable Sirène, que Malko a subi une opération chirurgicale à Bethesda et six mois de convalescence, et qu'il restera fragile des poumons le restant de ses jours[5].
- Dans le roman Que viva Guevara (1970), l'auteur écrit notamment : « Dire que les médecins lui avaient bien recommandé de ne jamais faire d'efforts violents à la suite de ses blessures reçues à Hong Kong ! »[6].
- Au chapitre XX du roman Albanie, mission impossible[7] paru en 2000, l'auteur fait référence à la blessure subie par Malko dans ce roman : « En dépit d'un point dans la poitrine - sa vieille blessure reçue à Hong-Kong des années plus tôt -, il reprit sa route comme un dératé (…)  ».
- Malko retournera à Honk Kong presque trente ans après, dans Hong Kong Express (SAS n°no 127 - 1997), où il pourra comparer le développement inouï de la mégapole durant cette période.